# Cercle de pierre de Tomnaverie
Le cercle de pierre de Tomnaverie est un cromlech daté de l'Âge du bronze, comportant une pierre couchée massive. Il est situé près du village de Tarland, dans l'Aberdeenshire, en Écosse.

## Situation
Tomnaverie se situe en haut d'une colline, au milieu du Howe de Cromar, ou vallée de Cromar, dans l'Aberdeenshire, dans le Nord-Est de l’Écosse.

## Historique
Deux campagnes de fouilles dirigées par le professeur Richard Bradley en 1999 et 2000 permirent d'établir les différentes phases de construction du site (entre le IIIe millénaire av. J.-C. et le Ier millénaire av. J.-C.), mais également de reconstituer le cercle selon son plan d'origine,.

## Description
Tomnaverie est un exemple caractéristique d'un style de cercle de pierre typique du nord-est de l’Écosse appelé cercle de pierres couchées. Ce style est caractérisé par un monolithe couché flanqué de deux menhirs positionnés au sud-ouest du cercle et ouvrant le cercle sur un élément distinctif du paysage environnant. A Tomnaverie, le cercle de 17 mètres de diamètre est ainsi ouvert sur le Lochnagar et les Monts Grampians et correspond à un système d'astronomie lunaire,.

## Chronologie
La plus ancienne trace découverte sur le site est une fosse contenant des restes riches en charbon et datée entre 2570 et 2460 av. J.-C. Un cairn polygonal délimité par des blocs erratiques et divisé en 13 rayons a été construit par la suite,. La pierre couchée n'a été ajoutée à l'emplacement de la fosse qu'ultérieurement et a donné lieu à un remaniement du cercle,. Des traces de ce qui semble être un bucher funéraire ont été datées de deux périodes distinctes : entre 1050 et 900 av. J.-C. et entre le XVe siècle et le XVIIe siècle,. Des tessons de poterie campaniforme ont été trouvés sur le site,.

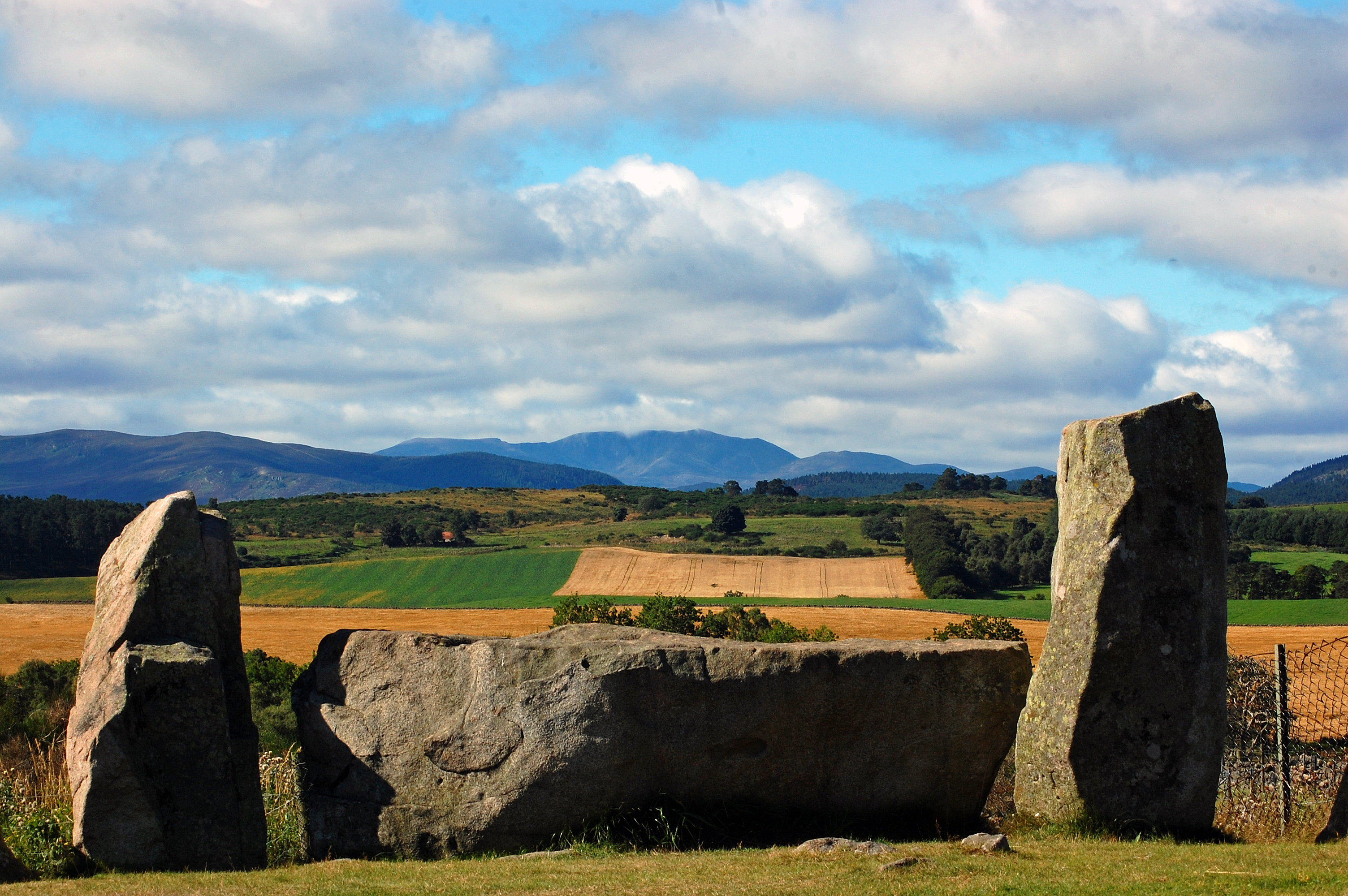
Détail de la pierre couchée flanquée de ses deux menhirs et donnant sur le Lochnagar en direction du sud-ouest

## Protection
Menacé par une carrière, le site de Tomnaverie est confié en 1927 aux soins de l'agence écossaise des monuments historiques, Historic Scotland, en tant que Scheduled monument, ou site d'importance nationale,.